# Mendozasaurus
Mendozasaurus neguyelap
Genre
Espèce
Mendozasaurus est un  genre éteint de dinosaures sauropodes. C'était un membre des titanosauriens, qui étaient des sauropodes massifs et communs au Crétacé.
Une seule espèce est rattachée au genre, Mendozasaurus neguyelap , décrite par le paléontologue argentin Bernardo Javier González Riga (d) en 2003,,.

## Découverte et description

Tailles comparées de deux spécimens et d'un humain.

Ses restes fossiles ont été découverts sur un seul site, dans la formation géologique de Sierra Barrosa, dans un niveau stratigraphique daté du Coniacien (Crétacé supérieur) dans la partie sud de la province de Mendoza dans le bassin de Neuquén en Argentine.
Mendozasaurus est connu par des restes incomplets qui révèlent qu'il possédait des ostéodermes sur le dos qui formaient une sorte d'armure, ce qui devint commun chez les titanosaures plus récents comme Saltasaurus. Ce dinosaure a vécu au Coniacien, soit il y a environ entre 89,8 et 85,7 millions d'années.
Il possède un cou long et puissant avec de très lourdes et massives côtes cervicales. Ses vertèbres portent des épines neurales très massives.
Sa longueur totale est estimée à 22 mètres par Thomas Holtz en 2011, pour une masse de l'ordre de 18 tonnes.

## Classification
En 2007, J.O. Clavo et ses collègues le placent dans le clade des Lognkosauria, un groupe transitionnel de titanosaures qui comprenait les gigantesques Futalognkosaurus et Puertasaurus.
Une révision phylogénétique du genre en 2018 par González-Riga et ses collègues le place comme le plus basal des Lognkosauria, un clade incluant Futalognkosaurus et les titanosaures gigantesques Argentinosaurus, Notocolossus, Patagotitan et Puertasaurus :
Le cladogramme établi par ces auteurs montre la position de Mendozasaurus au sein des Lognkosauria :
|  | Argentinosaurus                                                                             |
|  |                                                                                             |
|  | \| \| Notocolossus \| \| \| \| \| \| Patagotitan \| \| \| \| \| \| Puertasaurus \| \| \| \| |
|  |                                                                                             |
|  | Notocolossus                                                                                |
|  |                                                                                             |
|  | Patagotitan                                                                                 |
|  |                                                                                             |
|  | Puertasaurus                                                                                |
|  |                                                                                             |

|  | Notocolossus |
|  |              |
|  | Patagotitan  |
|  |              |
|  | Puertasaurus |
|  |              |

|  | Argentinosaurus                                                                             |
|  |                                                                                             |
|  | \| \| Notocolossus \| \| \| \| \| \| Patagotitan \| \| \| \| \| \| Puertasaurus \| \| \| \| |
|  |                                                                                             |
|  | Notocolossus                                                                                |
|  |                                                                                             |
|  | Patagotitan                                                                                 |
|  |                                                                                             |
|  | Puertasaurus                                                                                |
|  |                                                                                             |

|  | Notocolossus |
|  |              |
|  | Patagotitan  |
|  |              |
|  | Puertasaurus |
|  |              |

|  | Argentinosaurus                                                                             |
|  |                                                                                             |
|  | \| \| Notocolossus \| \| \| \| \| \| Patagotitan \| \| \| \| \| \| Puertasaurus \| \| \| \| |
|  |                                                                                             |
|  | Notocolossus                                                                                |
|  |                                                                                             |
|  | Patagotitan                                                                                 |
|  |                                                                                             |
|  | Puertasaurus                                                                                |
|  |                                                                                             |

|  | Notocolossus |
|  |              |
|  | Patagotitan  |
|  |              |
|  | Puertasaurus |
|  |              |

|  | Argentinosaurus                                                                             |
|  |                                                                                             |
|  | \| \| Notocolossus \| \| \| \| \| \| Patagotitan \| \| \| \| \| \| Puertasaurus \| \| \| \| |
|  |                                                                                             |
|  | Notocolossus                                                                                |
|  |                                                                                             |
|  | Patagotitan                                                                                 |
|  |                                                                                             |
|  | Puertasaurus                                                                                |
|  |                                                                                             |

|  | Notocolossus |
|  |              |
|  | Patagotitan  |
|  |              |
|  | Puertasaurus |
|  |              |